# Richard Büchner (Schachkomponist)
Richard Büchner (* 5. Februar 1908 in Erdmannsdorf; † 2. Januar 1929 in Chemnitz) war ein deutscher Schachkomponist.

## Leben
Richard Büchner besuchte seit 1914 die Volksschule und war ab 1916 neugegründeten Knabenhort untergebracht. Unter der Leitung des in Erdmannsdorf angesehenen Hortvaters Walter Fischer erlernte Büchner dort unter anderem das Schachspiel. Nach der Auflösung des Horts 1919 nahm Büchner eine Laufjungenstelle bei einem Lehrer an, die er bis zu seiner Schulentlassung 1922 behielt. Bei der Schulentlassung wurde bei Büchner ein Herzfehler festgestellt.
Büchner wurde anschließend Andreher in der Baumwollspinnerei und Zwirnerei Arno und Moritz Meister, bei der auch sein Vater und sein Bruder Rudolf angestellt waren. Er trat dort umgehend in den Textilarbeiter-Verband ein.
Im Herbst 1923 lud ein Aushang in Erdmannsdorf in das Erbgericht ein, wo ein Arbeiter-Schachklub gegründet wurde. Richard Büchner wurde dort 1924 bis 1927 Klubmeister, anschließend Zweiter hinter seinem Bruder Rudolf.
Einem Aufruf des Arbeiterschach-Vereins Essen folgend, sandten die Gebrüder Büchner einige eigene Schachaufgaben an ein Problemturnier ein, diese wurden jedoch nicht ausgezeichnet und erschienen später in der Chemnitzer Volksstimme. Die Gebrüder blieben daraufhin beim Problemschach und wurden bald zu den produktivsten Verfassern von Schachaufgaben in der Arbeiterschachbewegung gezählt. Zunächst dem Stil seines Bruders Rudolf folgend, wechselte Richard Büchner um 1927 vom Variantenproblem zum Mattbildproblem. Unter den 115 Zweizügern Büchners sind 49 Aufgaben mit schwarzer Dame vorhanden.
Spätestens im Herbst 1927 verschlechterte sich Büchners Gesundheitszustand. Nachdem zunächst eine ärztliche Behandlung erfolgreich geblieben war, zog er sich im Sommer 1928 immer weiter zurück und meldete sich im Oktober krank. Die von einem Arzt festgestellte Herzhautentzündung besserte sich trotz sorgfältiger Pflege nicht, sodass Büchner am 7. Dezember 1928 in das Küchwaldkrankenhaus in Chemnitz überführt wurde. Das Leiden verschlimmerte sich zu einer Herzklappenentzündung. Am 2. Januar 1929 entschlief Büchner.
Bei der Beerdigung am 5. Januar 1929 in Erdmannsdorf erhielt Büchner als Grabbeigaben Schachzeitschriften und ein Taschenschachspiel.